# لندینام
لندینام (به انگلیسی: Llandinam) یک منطقهٔ مسکونی در بریتانیا است که در پویس واقع شده‌است. لندینام ۹۱۱ نفر جمعیت دارد.